# Pholiota
Pholiota es un género de hongos basidiomicetos pequeños y carnosos de la familia Strophariaceae; tienen una distribución muy amplia, se distribuyen por Europa, Asia, Australia, en América del Norte y América del Sur, especialmente en zonas templadas, contiene alrededor de 150 especies.

## Características
las foliotas se definen por setas, la forma del sombrero (píleo) es de cónica a convexa, escamosa en algunas especies y gelatinosa en otras. Las esporas son lisas con un poro germinativo y su color es amarronado en general. Se los encuentra en climas diversos, en zonas frías en otoño como en primavera y en zonas cálidas en invierno.